# Hubert Amyot d’Inville
Hubert Amyot d’Inville (ur. 1 sierpnia 1909 w Beauvais, zm. 10 czerwca 1944 w Montefiascone) – francuski wojskowy, dowódca 1 Pułku Fizylierów Marynarki Wojennej.

## Życiorys
Hubert Amyot d’Inville pochodził z rodziny o tradycjach arystokratycznych. Pierwotnie był oficerem marynarki handlowej, w 1940 został zmobilizowany i brał udział w ewakuacji Dunkierki, lecz trałowiec, którym dowodził został zatopiony.
Po ewakuacji do Wielkiej Brytanii dołączył do Wolnych Francuzów, jako oficer w pułku piechoty morskiej. Brał udział w operacji Menace, kampanii w Gabonie oraz operacji Exporter, podczas której został ranny w czasie walk pod Damaszkiem. Następnie awansowany na dowódcę pułku, brał udział w bitwie o Bir Hakeim i II bitwie pod El Alamein.
W 1943 roku jednostka, którą dowodził przekształcona została w oddział rozpoznawczy 1 Dywizji Wolnych Francuzów, a następnie wysłana do Włoch. Amyot zginął 10 czerwca 1944 w wyniku wypadku podczas prowadzenia samochodu Willys MB. Trójka jego braci również zginęła podczas II wojny światowej.

## Odznaczenia
- Oficer Orderu Narodowego Legii Honorowej[1]
- Order Wyzwolenia[1]
- Krzyż Wojenny 1939–1945[1]
- Medal Ruchu Oporu[1]
- Medal Kolonialny[1]